# Niels Hasager
Niels Hasager, född 25 mars 1888, död 9 maj 1969, var en dansk journalist och tidningsutgivare. han var far till Flemming Hasager.
Niels Hasager var från 1906 medarbetare i olika radikala tidningar, blev 1918 redaktionssekreterare i Politiken, 1931 redaktör och 1938 ansvarig utgivare. Som utgivare valde Hasager att till skillnad från vad som tidigare varit vanligt att själv inte skriva i tidningen utan endast leda redaktionen. Under hans ledning utvecklades Politiken till Danmarks största tidning. Hasager var också verksam inom olika pressorganisationer.